# Amanda Palmer
Amanda MacKinnon Gaiman Palmer (New York, 30 april 1976), ook bekend als Amanda Fucking Palmer, is een Amerikaans zangeres, pianiste en componiste.

## Biografie
Palmer werd geboren in het New York City's Mount Sinai Hospital en groeide op in Lexington (Massachusetts). Ze ging naar Lexington High School en was een ster in het vak Drama. Daarna ging ze naar de Wesleyan-universiteit. Daar was zij lid van de Eclectic Society. Na haar school heeft ze een tijd lang gewerkt in de ijs-winkel Toscani's in Cambridge. In die tijd begon ze ook te werken bij de Legendary Pink Dots. Ze stond op het podium met werk gebaseerd op werk van the Legendary Pink Dots, en was betrokken bij de “Legendary Pink Dots electronic mailing list, Cloud Zero”. Daarna vormde ze de “Shadowbox Collective”, toegewijd aan straattheater en het geven van theatrale shows.
Met interesse in de podiumkunsten, zowel in muziek als in theater, bracht Amanda tijd door als levend standbeeld "The Eight Foot Bride". In het nummer van The Dresden Dolls genaamd “The Perfect Fit” blikt ze daar op terug: "I can paint my face, And stand very, very still, It's not very practical, But it still pays the bills". Ook in het nummer “Glass Slipper” zingt ze over deze carrière: "I give out flowers, To curious strangers, who throw dollars at my feet."
Op 2 januari 2011 trouwde ze met de Britse auteur Neil Gaiman. Op 16 september 2015 werd hun zoon Anthony geboren.

### The Dresden Dolls
Tijdens een Halloween feest in 2000, ontmoette Amanda drummer Brian Viglione, waarna ze The Dresden Dolls vormden. Om de optredens uit te breiden in zowel ervaring als interactie, nodigde Amanda studenten uit van Lexington High School om dramatische stukken op te voeren tijdens haar shows. The Dirty Business Brigade was een groep die veel heeft opgetreden tijdens haar shows. Zij begaven zich voor, tijdens en na de shows tussen het publiek, verkleed als verschillende typetjes. Ze stonden ook op het podium als bijvoorbeeld coin-operated boys (gebaseerd op een nummer van The Dresden Dolls).
In 2002 bracht The Dresden Dolls hun debuutalbum uit; The Dresden Dolls samen met producer Martin Bisi. Dit was nog voordat ze zich aansloten bij Roadrunner Records.
In 2006 werd het boek The Dresden Dolls Companion uitgebracht, met (lied)teksten, bladmuziek en artwork door Amanda Palmer. Ze beschrijft in het boek de geschiedenis van het debuutalbum en van The Dresden Dolls alsook een eigen (gedeeltelijke) autobiografie. Het boek werd geleverd met een dvd waarop Amanda 20 minuten wordt geïnterviewd over het boek.
In juni 2007 traden The Dresden Dolls op met de True Colors Tour 2007 (een initiatief van Cyndi Lauper)
In juli 2008 werd het tweede boek van The Dresden Dolls uitgebracht, de Virginia Companion. Het is een vervolg op The Dresden Dolls Companion, met de muziek en songteksten van Yes, Virginia...(2006) and No, Virginia... (2008) albums.

### Solocarrière
Amanda’s solo-album Who Killed Amanda Palmer, werd uitgebracht op 16 september 2008. De naam van haar solo-album is ontleend aan de serie Twin Peaks, waarin de moord op Laura Palmer wordt opgelost. In juli 2009 werd er een boek uitgebracht met verschillende foto’s van Amanda alsof ze vermoord was (foto’s door Kyle Cassidy. Tekst door Amanda en Neil Gaiman)

### Evelyn Evelyn
In september 2007 werkt Amanda samen met Jason Webley onder de naam Evelyn Evelyn en brengen ze hun debuut-ep "Elephant Elephant" uit. Evelyn Evelyn zijn een Siamese tweeling die samen twee hoofden, twee armen, drie benen, twee harten, drie longen en één lever delen. Evelyn en Evelyn hebben een lange, droevige geschiedenis. Het verhaal wordt volledig verteld op het gelijknamige album “Evelyn Evelyn” dat in 2010 uitgebracht werd.

## Discografie

### Soloartiest

#### Demo's
- Songs from 1989–1995... (1996)
- Summer 1998 Five Song Demo (1997)

#### Studioalbums
- Who Killed Amanda Palmer (2008) #77 US
- Amanda Palmer Goes Down Under (2011)
- Theater is Evil (2012)
- There will be no Intermission (2019)

#### Ep's
- Amanda Palmer Performs the Popular Hits of Radiohead on Her Magical Ukulele (2010)

#### Singles
- "Do You Swear to Tell the Truth the Whole Truth and Nothing but the Truth So Help Your Black Ass" (2010)
- "Idioteque" (2010)
- "Amanda Palmer Goes Down Under" (2010)

#### Dvd's
- Who Killed Amanda Palmer: A Collection of Music Videos (2009)

### The Dresden Dolls
- The Dresden Dolls EP (2002)
- A is for Accident (2003)
- The Dresden Dolls (2003)
- Yes, Virginia... (2006)
- No, Virginia... (2008)

#### Dvd's
- The Dresden Dolls in Paradise - LIVE at Paradise June 5th 2005 (2005)
- This is the Punk Cabaret - The Dresden Dolls - LIVE at the Roundhouse London (2007)

### Evelyn Evelyn
- Elephant Elephant (2007)
- Evelyn Evelyn(2010)

## Prijzen & huldigingen
- 2011 – Actrice in een lokale productie: Cabaret – Boston's Best, Improper Bostonian
- 2010 – Artiest van het jaar – Boston Music Awards
- 2010 – Fake Plastic Trees (Radiohead) op de 13e plaats van Paste Magazine's 20 Best Cover Songs of 2010
- 2009 – Op de 100ste plaats van After Ellen's Hot 100 of 2009
- 2008 – Op de 6e plaats van the Best Solo artist list in The Guardian's Readers' Poll of 2008.
- 2007 – Op de 6e plaats van Spinner.com's Women Who Rock Right Now.
- 2006 – de Boston Globe benoemt Amanda tot meest stylish vrouw in Boston.
- 2006 – een plaats in Blender Magazine's hottest women of rock.
- 2005 – Best Female Vocalist in the WFNX/Boston Phoenix Best Music Poll gewonnen.

- Bibsys: 13051919
- Biblioteca Nacional de España: XX5478498
- Bibliothèque nationale de France: cb16143567c (data)
- Gemeinsame Normdatei: 13538088X
- International Standard Name Identifier: 0000 0001 1999 199X
- Library of Congress Control Number: no2008139569
- MusicBrainz: 3c0eb318-d2ba-45aa-9077-b83746cc56da
- Bibliotheek van het Japanse parlement: 001237155
- Nationale Bibliotheek van Tsjechië: js20060505021
- Nederlandse Thesaurus van Auteursnamen: 395518105
- Réseau des bibliothèques de Suisse occidentale: 02-A025964939
- SNAC: w60w07wb
- Système universitaire de documentation: 183364899
- Virtual International Authority File: 71213377
- WorldCat: E39PBJwxKVk94vjfr9YTMbMByd